# Nákvæmlega
Nákvæmlega är den isländska rockgruppen Skítamóralls tredje album som släpptes år 1998.

## Låtlista
1. Þráin
2. Nóttin Til Að Lifa
3. Nákvæmlega
4. Bak Við Bláu Augun
5. Silicon
6. Drakúla
7. Augun
8. S.m.m.
9. Hugarflug
10. Farin